# Goldich Crest
Der Goldich Crest ein 1700 m hoher Berg im ostantarktischen Viktorialand. In der Olympus Range ragt er zwischen Mount Jason und dem Bull-Pass auf. Der Gonzalez Spur zweigt von ihm in ostsüdöstlicher Richtung ab.
Das Advisory Committee on Antarctic Names benannte ihn 2004 nach dem US-amerikanischen Geologen Samuel Stephen Goldich (1909–2000) von der Northern Illinois University, der von 1973 bis 1976 am Bohrprojekt in den Antarktischen Trockentälern beteiligt war.